# Yuehiro
Yuehiro es un alienígena ficticio de la raza twi'lek que aparece en la novela de ficción Star Wars Visions: Ronin, spin-off de la serie animada de Disney+ Star Wars: Visions. Yuehiro es el primer hombre trans en aparecer dentro de la franquicia Star Wars.

## Biografía ficticia
Yuehiro era un twi'lek trans masculino nacido seis años después de la rebelión Sith. Adoptado por el clan Jedi de Hanrai bajo su nombre asignado al nacer, eligió el nombre "Yuehiro" tras probar otros nombres durante cuatro años. Se mudó al dormitorio de los chicos y entrenó con Tsuden, mientras que su cohorte incluía a Ogara, quien lideró dicha cohorte en su tercer año.
Cuando pasaron veinte años desde la rebelión Sith, Yuehiro, con catorce años, era un aprendiz Jedi al servicio del Imperio. Buscaba respuestas sobre los demonios Sith infiltrándose en la biblioteca de Hanrai después del toque de queda, pero fue sorprendido y llamado a explicar sus acciones. Sorprendido de que Hanrai conociera su nombre, Yuehiro explicó que quería saber por qué los huesos de los Jedi muertos, como el Maestro Numoda, no se devolvían al clan. Investigaba por su cuenta, sin confiar en sus otros maestros, para entender los rumores sobre los demonios Sith.
Hanrai le dio a Yuehiro un sello para acceder a la biblioteca antes del toque de queda y le advirtió que dejara de saltarse el sueño y los ejercicios. Su asistente, Masamu, confundido por la decisión, pensó que Hanrai era indulgente. Sin embargo, Hanrai explicó que así podía controlar cuándo Yuehiro estaba en los archivos y qué consultaba. Además, quería ganarse la confianza del chico y evitar que guardara secretos.
Después de que Hanrai combatiera al Ronin en las Cavernas de Seikara, el Ronin fue capturado al entrar en un estado de confusión al ver a los resucitados Jedi Ogara y Tsuden. Los demonios Sith también fueron llevados prisioneros al Acorazado Imperial Reverent. Yuehiro, con su talento para la corriente oscura de la Fuerza, fue asignado junto a alguien con la corriente blanca como guardias de la celda del Ronin.

## Identidad de género
Yuehiro es un personaje explícitamente trans en la obra, además de hacer uso de hormonas, similares a la testosterona en el mundo real, para llevar a cabo su transición de género. Si bien su identidad de género es conocida, su orientación sexual permanece siendo ambigua.
Cuando Emma Mieko Candon recibió preguntas en redes sociales acerca de por qué incluyó a un personaje trans en la obra esta afirmó:

Esto es tanto para las personas que preguntan "por qué la TRH espacial" como "por qué las cosas trans". La respuesta es porque lo dije yo.

Le estaba explicando a mi esposa por qué no me iba a justificar y ella sugirió una adición: hice esto porque amo y adoro a las personas trans en mi vida y a las personas trans en general. Te veo. Tú también estás aquí.